# Il mostro delle nebbie
Il mostro delle nebbie (The Mad Magician) è un film horror fantascientifico stereoscopico diretto da John Brahm.

## Trama
Don Gallico è un grande inventore di illusioni da palcoscenico che il suo superiore Ross Ormond vende ai maghi più famosi.
Quando Gallico decide di dedicarsi personalmente alla sua attività, Ormond cerca di impedirglielo, così viene ucciso dall'illusionista.
Una volta morto Ormond, Gallico non riesce più a fermare la sua sete di sangue.

## Produzione
Le riprese del film, prodotto da Bryan Foy come Trio Films Production per la Columbia Pictures Corporation, vennero effettuate dal 14 settembre all'8 ottobre 1953.

### Musica
Nel film, Samuel Hoffman suona il theremin, inventato nel 1919 da Léon Theremin, uno strumento che il cinema ha usato numerose volte in temi musicali volti a ispirare nel pubblico mistero e terrore con le loro vibrazioni sonore.

## Distribuzione
Il copyright del film, richiesto dalla Columbia Pictures Corp., fu registrato il 30 marzo 1954 con il numero LP3486. Distribuito dalla Columbia Pictures Corporation, il film uscì nelle sale cinematografiche statunitensi presentato a New York il 19 maggio 1954. Fu trasmesso per la prima volta in televisione il 23 marzo 1983 in Germania Federale.